# Vincenzo Battista
Vincenzo Battista (Nàpols, 1823 - 1873) fou un compositor italià.
Posà en música adaptant-lo a la tessitura de soprano, el Cant V de l'Inferno, de Dante, i escriví algunes òperes, acollides amb entusiasme moderat pels seus compatriotes. Cap de les seves creacions van deixar traces en la història del melodrama, malgrat que van ser realitzades als teatres més importants d'Itàlia. Va morir amb cinquanta anys en unes estretors ratllades en la misèria.
Òperes destacades
- Anna la Prie (1844)
- Margherita d'Aragona (1845)
- Rosvina de la Forest (1845)[4]
- Emo (1846)
- Eleonora Dori
- Il Corsaro della Guadalupe, (1853)
- Irene (1853),
- Giovanna di Castiglia, (1863)
- Ermenilda, (1863)
- Alba d'Oro